# Linum macrorhizum
Linum macrorhizum är en linväxtart som beskrevs av Sergei Vasilievich Juzepczuk. Linum macrorhizum ingår i släktet linsläktet, och familjen linväxter. Inga underarter finns listade i Catalogue of Life.